# التعليم في جيبوتي

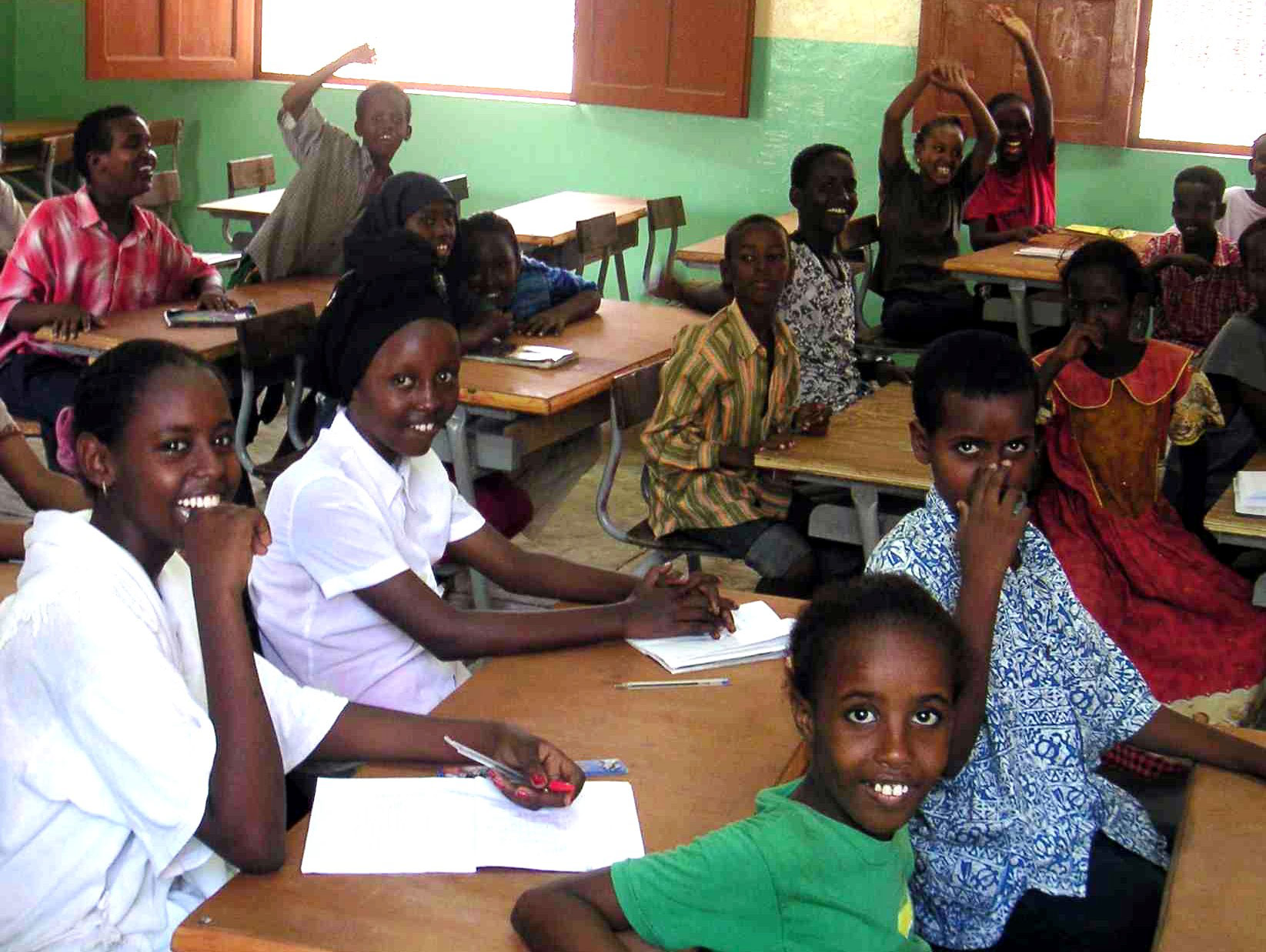

التعليم في جيبوتي مجاني وإلزامي بين سن 6 و12. على الرغم من أن التعليم مجاني لكن هناك نفقات إضافية (على سبيل المثال، النقل، والكتب) قد تمنع الأسر الفقيرة من إرسال أطفالها إلى المدارس.في عام 1996، بلغ إجمالي معدل الالتحاق بالمدارس الابتدائية 38.6 في المئة، وبلغ صافي معدل الالتحاق بالمدارس الابتدائية 31.7 في المئة. كل من الإجمالي ومعدلات الالتحاق الصافية هي أقل بالنسبة للإناث من الذكور. ولم يتسن الحصول على معدل الالتحاق بالتعليم الابتدائي في عام 2001.في حين بلغت معدلات الالتحاق تشير إلى وجود مستوى من الالتزام والتعليم، وأنها لا تعكس دائما مشاركة الأطفال في المدارس.
في عام 1999، بدأت حكومة جيبوتي العمل مع البنك الدولي لإجراء مراجعة لنظام التعليم في البلاد بهدف معالجة أوجه النقص والقصور فيه، وتحقيق هدف تعميم الالتحاق بالتعليم الابتدائي بحلول عام 2010. وتم تمويل المرحلة الثانية للمشروع من خلال المؤسسة الدولية للتنمية في عام 2005، وساعدت هذه المرحلة بحلول عام 2011 على زيادة إمكانيات الالتحاق بالمدارس إلى أكثر من 7000 طفل من خلال إضافة 102 فصل دراسي وتجهيزها، كما ساعدت أيضا على تحسين نوعية المناهج الدراسية من خلال دورات تدريب أثناء العمل شملت 95 في المائة من المدرسين وكل مديري المدارس.